# Józefów (Kuny)
Józefów – wieś w Polsce położona w województwie wielkopolskim, w powiecie tureckim, w gminie Władysławów. Józefów należy do sołectwa Kuny i do parafii Kuny. W Józefowie mieszka niecałe 100 osób.
W latach 1975–1998 miejscowość administracyjnie należała do województwa konińskiego.